# Juri Wassiljewitsch Prochorow

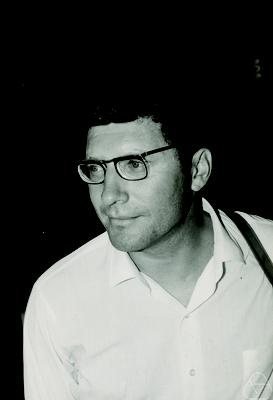
Juri Prochorow (1970)

Juri Wassiljewitsch Prochorow (russisch Ю́рий Васи́льевич Про́хоров, englische Transkription Yuri Vasilyevich Prokhorov; * 15. Dezember 1929 in Moskau; † 16. Juli 2013 ebenda) war ein sowjetischer Mathematiker, der sich mit Wahrscheinlichkeitstheorie und mathematischer Statistik befasste.
Prochorow wurde 1956 bei Andrei Kolmogorow an der Lomonossow-Universität promoviert. Er war am Steklow-Institut, wo er als Nachfolger von Kolmogorow ab 1958  die Abteilung Wahrscheinlichkeitstheorie leitete und 1969 bis 1986 stellvertretender Direktor war. Außerdem war er seit 1957 Professor an der Lomonossow-Universität.
In seiner Dissertation gab er ein Kompaktheitskriterium für Familien von Wahrscheinlichkeitsmaßen auf polnischen Räumen, das breite Anwendung bei Grenzwertsätzen in der Theorie stochastischer Prozesse fand (Satz von Prokhorov). Des Weiteren ist die Prochorow-Metrik nach ihm benannt.
1970 erhielt er den Leninpreis und zweimal erhielt er das Rote Banner der Arbeit (1975, 1979). Er war Mitglied der Akademie der Wissenschaften der UdSSR (korrespondierendes Mitglied 1966, volles Mitglied 1972).
Er war 40 Jahre lang Herausgeber von Probability and its Applications (Titel der englischen Ausgabe des russischen Journals). 1978 bis 1983 war er Vizepräsident der International Mathematical Union.
Der Asteroid (6162) Prokhorov wurde nach ihm benannt.

## Schriften
- mit Anatoli Skorochod: Basic principles and applications of probability theory, Springer Verlag 2005
- Limit Theorems of Probability, Springer 2000
- Herausgeber: Probability Theory, mehrere Bände, Encyclopedia of Mathematical Sciences, Springer, ab 1993
- mit Juri Anatoljewitsch Rosanow (Yuri Rozanov):  Probability theory : basic concepts, limit theorems, random processes, Grundlehren der mathematischen Wissenschaften 157, Springer 1969